# Carolina Rieuwpassa
Carolina Rieuwpassa, née le 7 février 1949 à Makassar et morte le 16 mars 2023 dans la même ville, est une athlète indonésienne.

## Biographie
Carolina Rieuwpassa est médaillée de bronze du 100 mètres ainsi que du 200 mètres aux Jeux asiatiques de 1970 à Bangkok. Elle est aussi médaillée d'argent du 100 mètres et médaillée de bronze du 200 mètres aux Championnats d'Asie d'athlétisme 1975 à Séoul. Aux Jeux d'Asie du Sud-Est de 1977 à Kuala Lumpur, elle est médaillée d'or du 100 mètres, médaillée d'argent du 200 mètres et médaillée de bronze du relais 4 × 100 mètres.
Elle participe à deux éditions des Jeux olympiques, dans les épreuves de 100 mètres et de 200 mètres, en 1972 à Munich et en 1976 à Montréal, sans atteindre de finale.
Elle meurt le 16 mars 2023 à l'hôpital Stella Maris de Makassar.